# Ivo Lola Ribar
Pour les articles homonymes, voir Ribar.
Ivan Ivo Lola Ribar (né le 23 avril 1916 à Zagreb et mort le 27 novembre 1943 sur le Poljé de Glamoč) est un avocat et étudiant en philosophie yougoslave d'origine croate.  Il a combattu aux côtés des Partisans communistes de Tito et a reçu le titre de héros national de la Yougoslavie. Il était le fils du partisan Ivan Ribar et le frère aîné d'un autre héros de la Yougoslavie, Jurica Ribar (en).